# مقاطعة جيبسون (تينيسي)
مقاطعة جيبسون (بالإنجليزية: Gibson County, Tennessee)‏ هي إحدى مقاطعات ولاية تينيسي في الولايات المتحدة. ، وتبلغ مساحتها 1563 كم2، بلغ عدد سكانها 49683 نسمة في عام 2010 حسب إحصاء مكتب تعداد الولايات المتحدة وتصل الكثافة السكانية فيها 31 نسمة/كم2.

## أعلام
- جون مارشال ستون